# Shapefile
Shapefile – format zapisu danych przestrzennych. Zapis geometrii danego elementu przechowywany jest jako zbiór współrzędnych wektora. Format opracowany przez firmę ESRI jako otwarty standard i wykorzystywany w systemach informacji geograficznej (GIS).
Shapefile zawiera:
- plik główny (z rozszerzeniem .shp; każdy rekord opisuje kształt jako listę wierzchołków),
- plik indeksowy (z rozszerzeniem .shx; offset pliku głównego),
- plik z tabelą dBASE (z rozszerzeniem .dbf; atrybuty elementów, gdzie każdy rekord opisuje jeden element)[1].